# 无状态计算
无状态计算（stateless computing），一般指在计算主体上不存任何状态信息或特定配置，各个主体都是无差别部署，这样的好处就是可快速复制和销毁计算资源，通常可通过服务化等手段抽取状态。